# Hrabstwo Crook (Oregon)
Hrabstwo Crook (ang. Crook County) – hrabstwo w stanie Oregon w Stanach Zjednoczonych. Obszar całkowity hrabstwa obejmuje powierzchnię 2987,41 mil² (7737,36 km²). Według szacunków United States Census Bureau w roku 2009 miało 22 566 mieszkańców.
Hrabstwo powstało w 1882 roku. 
Stolicą hrabstwa jest miejscowość Prineville.